# Valhalla Memorial Park Cemetery
Le Valhalla Memorial Park, fondé en 1923, est un cimetière situé au 10621 Victory Boulevard à North Hollywood, en Californie (États-Unis).
Une section, le Portal of the Folded Wings Shrine to Aviation (en), est le dernier lieu de repos de plusieurs pionniers de l'aviation. Un mémorial dédié à la mémoire d'Amelia Earhart, disparue en mer, y est également situé.
De nombreuses personnalités du monde du spectacle et du sport y sont également inhumées.

## Personnalités inhumées au cimetière

### A
- Fred Abbott, joueur de baseball
- Bertrand Blanchard Acosta, pionnier de l'aviation
- Eddie Acuff (en), acteur
- Luis Alberni, acteur
- Betty Alden (1891-1948), actrice
- Mary Alden, actrice
- Harry Antrim (1884-1967), acteur
- Johnny Arthur (1883-1951), acteur
- Edwin August, acteur, réalisateur, scénariste

### B
- Frankie Bailey (1859-1953), actrice
- Lee Baker (1875-1948), acteur
- Jill Banner (en), actrice
- Lyle Barton (1889-1971), actrice
- Lionel Belmore, acteur, réalisateur
- Bea Benaderet, actrice
- Belle Bennett, actrice
- Steve Benton (1896-1976), acteur
- Willie Best, acteur
- Clem Bevans, acteur
- John G. Blystone, réalisateur
- Stanley Blystone, acteur
- Symona Boniface, actrice
- Marshall Bradford (1885-1971), acteur
- Al Bridge, acteur
- Shirley Ann Bridgeford (1933-1958), victime de Harvey Glatman
- Buster Brodie (1885-1948), acteur et cascadeur
- Tyler Brooke, acteur
- Walter Richard Brookins, pionnier de l'aviation
- Charles D. Brown, acteur
- Arthur Quirk Bryan, comédien
- Nana Bryant, actrice
- Georgette Simon Burns (1897-1983), chanteuse française d'opéra
- Paul E. Burns (1881-1967), acteur
- Frederick Burton, acteur

### C
- Georgia Caine, actrice
- Colin Campbell (1883-1966), acteur
- Yakima Canutt, acteur, cascadeur, réalisateur
- Naomi Childers, actrice
- Ken Christy (1894-1962), acteur
- Steve Clark (1891-1954), acteur
- Mae Clarke, actrice
- Chester Clute, acteur
- Edmund Cobb, acteur
- John Collum, acteur
- Baldwin Cooke, acteur
- Melville Cooper, acteur
- Tex Cooper (1876-1951), acteur
- Jim Corey, acteur
- Gino Corrado, acteur
- Aneta Corsaut, actrice
- Jane Cowl, actrice
- Richard Crane, acteur
- Nick Cravat, acteur et cascadeur
- Charles Criswell King, "The Amazing Criswell", voyant et acteur

### D
- Cesare Danova, acteur
- Richard Day (1896-1972), scénographe au cinéma
- Curly Joe DeRita, acteur, humoriste, membre des Three Stooges
- Don Dillaway, acteur
- Douglass Dumbrille, acteur

### E
- Amelia Earhart (mémorial), première aviatrice américaine à traverser l'Atlantique
- Cliff Edwards, acteur, chanteur

### F
- Morgan Farley (1898-1988), acteur
- Eddie Firestone (en) (1920-2007), acteur

### G
- Ceferino Garcia, boxeur
- Lita Grey, actrice et seconde épouse de Charlie Chaplin

### H
- Jonathan Hale, acteur
- Florence Halop, actrice
- Lois Hamilton, mannequin, auteur, actrice, artiste, aviatrice
- Mahlon Hamilton, acteur
- Oliver Hardy, acteur
- Leigh Harline, compositeur
- Colin Higgins, acteur

### J
- Selmer Jackson, acteur

### K
- Fred Kelsey, acteur pionnier du cinéma
- Fred Kennedy (1909-1958), acteur, cascadeur
- Crauford Kent, acteur
- Kathleen Key, actrice
- Winfield Bertrum Kinner, pionnier de l'aviation
- Jack Kirby, dessinateur de comics
- Jack Kirk (1895-1948), acteur
- Fuzzy Knight, acteur
- June Knight, actrice et danseuse
- Theodore Kosloff, acteur, chorégraphe, danseur

### L
- Frank Lackteen, acteur
- Alice Lake, actrice
- Sheldon Lewis, acteur
- Robert Lowery, acteur
- Edward Ludlum (1920-2000), metteur en scène
- Sam Lufkin, acteur
- James Luisi, acteur

### M
- Barton MacLane, acteur
- Kermit Maynard, acteur
- Sam McDaniel, acteur
- Francis McDonald, acteur
- George Melford, acteur, réalisateur
- John Merton, acteur
- Bob Mizer, photographe
- John Moisant, pionnier de l'aviation
- Matilde Moisant, pionnière de l'aviation
- Mantan Moreland, acteur
- Mittie Morris, réformateur social
- Mae Murray, actrice

### N
- Nels P. Nelson (1918-1994), acteur, un Munchkin dans Le Magicien d'Oz (The Wizard of Oz, 1939)
- Buddy Noonan, producteur
- Fayard Nicholas, acteur et danseur

### P
- Virginia Pearson, actrice, pionnière du cinéma
- Eddy Polo, acteur, cascadeur, premier à avoir sauté en parachute de la tour Eiffel

### R
- Ruth Robinson (1887-1966), actrice
- "Slapsie Maxie" Rosenbloom (1904-1976), boxeur, acteur
- Gail Russell, actrice

### S
- Lewis Sargent, acteur
- Charles Sellon, acteur
- Hazel Shank (1920-2012)
- Hilder Smith, pionnière de l'aviation et parachutiste
- Charles Stevens, acteur mexicain
- Onslow Stevens, acteur
- Madame Sul-Te-Wan, actrice

### T
- Charlie Taylor, mécanicien, constructeur du moteur du premier vol de Wright
- Lyle Tayo, actrice
- Alma Tell, actrice
- Alice Terry, actrice
- Elinor Troy (1916-1949), actrice

### V
- Alberta Vaughn, actrice
- Martha Vickers, actrice

### W
- Rudd Weatherwax, dresseur d'animaux
- Dave Willock, acteur
- Frederick Worlock, acteur

### Y
- Chief Yowlachie, acteur